# Verschwendungssucht
Verschwendungssucht bezeichnet das wiederholte Tätigen unsinniger Ausgaben, die zur eigenen wirtschaftlichen Leistungsfähigkeit im Missverhältnis stehen. Mit dem Wortteil Sucht betont der Begriff, dass es sich dabei meist um Verschwendung handelt, die nicht mehr vollständig bewusst erfolgt und nicht mehr vollkommen der eigenen Kontrolle unterliegt.

## Umgangssprachliche Verwendung
Der Begriff Verschwendungssucht wird außerdem als umgangssprachliche Bezeichnung für den vorwiegend in industrialisierten Staaten üblichen Hang zu hohem oder sinnlosem Verbrauch von Gütern oder Rohmaterialien verwendet. Ein Aspekt ist hierbei, dass Güter häufig in einer minderen Qualität
hergestellt werden, so dass sie nach relativ kurzer Lebensdauer entsorgt werden, um neue Güter anzuschaffen, statt sie weiterhin nutzen zu können. Eine andere Variante der Verschwendungssucht ist der Drang nach Anschaffung neuer Güter statt die vorhandenen funktionstüchtigen Güter noch weiterhin zu nutzen, dies wird häufig auch als Wegwerfmentalität bezeichnet.

## Rechtliche Situation

### Schweizer Recht
Verschwendungssucht liegt vor, wenn eine Person aufgrund charakterlicher Mängel an Verstand und Willen wiederholt unsinnige Ausgaben tätigt, die zur eigenen wirtschaftlichen Leistungsfähigkeit in krassem Missverhältnis stehen und dadurch ihr Einkommen oder ihr Vermögen schwer gefährdet oder schädigt (siehe Literatur #1). Dies kann unter Umständen zur Entmündigung führen.

### Maltesisches Recht
Verschwendungssucht kann im maltesischen Erbrecht (siehe Literatur #2) dazu führen, dass eine wegen Verschwendungssucht verurteilte Person kein Testament verfassen darf.

### Deutsches Recht
Im deutschen Recht kann Verschwendungssucht im privaten Bereich unter Umständen in die Bewertung der Führung im dienstlichen Bereich einfließen (etwa bei einem Kassierer).
In den Pandekten von Ferdinand Regelsberger aus dem Jahre 1893 (siehe Literatur #3) wird im § 65 zur Verschwendungssucht festgehalten:
Der Hang zur Vermögensvergeutung fordert die fürsorgende Thätigkeit der Rechtsordnung heraus, insofern dadurch die wirtschaftliche Existenz eines Einzelnen oder einer ganzen Familie gefährdet wird.
Ein Testament kann unter Umständen Festlegungen zur Pflichtteilsentziehung "in guter Absicht", wenn der Pflichtteilsberechtigte hoch überschuldet ist oder der "Verschwendungssucht" unterliegt, enthalten.
Verschwendungssucht war bis zum 31. Dezember 1991 in Deutschland ein Entmündigungsgrund. Seit 1. Januar 1992 spielt die Verschwendungssucht bei der Bestellung zum Betreuer keine Rolle mehr. Sie findet sich aber in abgewandelter Form weiterhin bei der Voraussetzung für die Anordnung eines Einwilligungsvorbehaltes.

## Religiöse Aspekte

### Katholische Kirche
In der Botschaft der 40. Vollversammlung der Brasilianischen Bischofskonferenz im Jahre 2002 wurde für die Armen dieser Welt der folgende Vorschlag unterbreitet:
Im Lichte des Evangeliums soll ihnen geholfen werden, von neuen Werten und Gewohnheiten Zeugnis abzulegen, auf Konsumverhalten zu verzichten, Verschwendung zu meiden, Genügsamkeit vorzuleben und ein einfaches, bescheidenes Leben zu führen.

### Jüdisches Recht
Im jüdischen Recht kann Verschwendungssucht nicht für sich allein genommen, sondern nur im Zusammentreffen mit natürlichen Hindernissen für die Handlungsfähigkeit zur Entmündigung führen.
Häufig wird jedoch ein Verschwendungssüchtiger als geisteskrank eingestuft, wodurch auch hier die Voraussetzungen für eine Entmündigung erfüllt sein können.